# Pierre Roussel (épigraphiste)
Pour les articles homonymes, voir Pierre Roussel et Roussel.
Pierre Roussel, né à Nancy le 23 février 1881 et mort à Paris le 1er octobre 1945 est un épigraphiste, helléniste et historien français, directeur de l'École française d'Athènes de 1925 à 1935.

## Biographie
Pierre Roussel fréquente le lycée de Nancy et le lycée Henri IV, et obtient un baccalauréat de lettres. Il étudie par la suite à la Faculté des lettres de Nancy et obtient une licence ès lettres en 1901.
Élève de Paul Perdrizet à la Faculté des lettres de Nancy, il est admis à l'École normale supérieure en 1901 et obtient l'agrégation de lettres en 1904. Il est docteur ès lettres en 1917.
Membre de l'École française d'Athènes, il participe au programme de recherche établi par Théophile Homolle à Délos et travaille à l'épigraphie du site. Il fouille alors les grands ensembles égyptiens et syriens à l'ouest du Cynthe.
Choisi par Ulrich von Wilamowitz-Moellendorff et Friedrich Hiller von Gaertringen pour éditer le catalogue de dédicaces et décrets de Délos (1914) pour le fascicule IV des Inscriptiones Graecae, il soutient sa thèse en 1916.
Professeur au lycée Janson-de-Sailly pendant la Première Guerre mondiale, il devient maître de conférences de langue et littérature grecques à l'Université de Bordeaux en 1918 puis à Strasbourg et prend la direction de l'École française d'Athènes en 1925. Il fouille alors, outre Délos, Malia, Thasos et Philippes. En 1935, il devient maître de conférences d'histoire grecque à la Faculté des lettres de Paris et obtient la chaire d'histoire grecque à la Sorbonne.
Il est élu en 1930 membre correspondant de l'Académie des inscriptions et belles-lettres, puis membre titulaire en 1937.
Il meurt en fonction en 1945.

## Publications
- Les cultes égyptiens à Délos du IIIe au Ier siècle av. J.-C., Nancy, Berger-Levrault, 1916 lire en ligne
- Délos, colonie athénienne, Paris, Fontemoing et Cie éditeurs, coll. « Bibliothèque des Écoles françaises d'Athènes et de Rome no 111 », 1916, VIII-451 p. (lire en ligne) (thèse)
- Délos, 1925
- La Grèce et l'Orient, des guerres médiques à la conquête romaine, 1922
- Inscriptions de Délos, avec F. Durrbach et M. Launay, 3 vols., 1935-1937
- Sparte, 1939